# Urbán Gábor (festőművész)
Urbán Gábor (Szabadka, 1946. április 2. –) Magyar Arany Érdemkereszt-díjas festőművész.
Az újvidéki Tanárképző Főiskola képzőművészet szakán kezdte tanulmányait, de abbahagyta, és Balázs G. Árpád festőművész tanítványa volt tíz évig. 1983-tól szabadfoglalkozású képzőművész. 1984-ben a Q képzőművészeti csoport alapító tagja, de igen gyorsan kivált a csoportból. Elsősorban figurális festészettel foglalkozik, színvilága eleven, témáit a természetből, környezetéből, eseményekből, gyakran képzeletéből meríti. Gyakran fest sokalakos kompozíciókat, képein állandó motívumként feltűnnek a lovak; az elemek tudatos elhelyezésével ritmust teremt. Versillusztrációi (Kosztolányi Dezső-, Nagy László-versek) szürrealista látomások. Monotípiákat (portrékat) is készített. Gyakran fest szakrális témájú képeket és falképeket (Paulinum, Szabadka; Kelebiai templom; Hajdújárási templom).

## Pályafutása
Már fiatal korában elkötelezte magát a képzőművészet mellett. Festészeti tanulmányait 1964-ben kezdte az Újvidéki Tanárképző Főiskolán, majd később Balázs G. Árpád festőművész tanítványa lett. 1983-tól szabadfoglalkozású képzőművész.
A kilencvenes évek elején megtagadta részvételét a délszláv háborúban, ezért el kellett hagynia hazáját. Akkor költözött Magyarországra, de közben többször hosszabb ideig élt és alkotott Hvar szigetén, Dalmáciában is. Jelenleg felváltva él Budapesten, Hvaron és Palicson. A régi görögök által alapított Faros, a mai Stari Grad városa és annak lakói sokszor megjelennek mitológiai témájú képein.
Egyik mottója Apellestől származik: ”Nulla dies sine linea” – „Nincs nap vonal nélkül”, vagyis egyetlen nap sem telhet el dologtalanul, ecsetvonás nélkül. Folyamatosan dolgozik, több mint négy évtizede vesz részt a képzőművészeti életben – a művészi alkotás hivatása és választott létformája. Önálló kiállításai voltak Szabadkán, Zentán, Horgoson, Kanizsán, Újvidéken, Eszéken, Zomborban, Szegeden, Budapesten, Gödöllőn, Etyeken, New Yorkban, Wallingfordban (USA) és  Stari Gradban (Horvátország), közös kiállításon vett részt többek között Budapesten, Bécsben, Eszéken, Moszkvában, Doralban(USA), Chiancianóban, Firenzében (Olaszország), Majdanpekben.
Illusztrációkat készített Kosztolányi Dezső és Nagy László verseihez, de sokszor megihleti a táj is, ahol éppen él. Magát a végtelen síkság és végtelen tenger gyermekének tartja. Kötődése a mediterrán élethez és kultúrához folyamatosan visszaköszön alkotásain.
Az utóbbi időben elsősorban figurális festészettel foglalkozik. Színvilága eleven, képein az elemek tudatos elhelyezésével ritmust teremt.
Urbán a képeit konzervatív módon festi betartva a régi mesterek technikai eljárásait, de modelljeit, tárgyait a képen különleges, szürreális helyzetbe helyezi. A térben való manipulációval és szokatlan fényekkel még jobban hozzájárul ahhoz, hogy a valótlan valóságosnak tűnjön.
Az utóbbi tíz évben mindinkább elfogadja a neomanirizmus elveit, mert részben bennük ismeri fel a saját álláspontját.

## Művészete
„Lírai alkat, alkotásain mély humánum és emberszeretet tükröződik. Legtöbbször képzeletének gazdag világa, a természet, valamint az emberi élet motívumai elevenednek meg a keze nyomán. Gyakran fest sokalakos kompozíciókat.
Festményein sok esetben szürrealisztikus álomvilág elevenedik meg. Szimbolikus ábrázolásmódja hagyományos festői technikával párosul. Megfestett már jó néhány szakrális témájú képet, valamint több templomi freskót al secco technikával. Monotípiával is foglalkozik. Művészetének legfőbb ihletői és tárgyai: maga az ember, az emberi arc, az emberi test, a görög mitológia és mondavilág alakjai (Dionysos, Silenos, Helios, Pegasus, Bakkhánsnők, Nereidák), a szőlő, a borászat gazdag és változatos tematikája, a zenészek, hangszerek világa, a lovak és nem utolsósorban az apokaliptikus látomások.
Előszeretettel fest allegorikus képeket. Dante szerint >Az igazi érték a szép külső forma mögé rejtett igazság<. Ha figyelmen kívül hagyjuk a ránk erőltetett trendeket, Urbán Gábor képein megláthatjuk mindazt, ami a szép-művészet alappillérét jelenti: a tehetséget, a szaktudást, a virtuozitás, a formateremtő erőt és a műalkotás egyedi, transzcendens jellegét.
Következetes és kemény ember, művész. A társadalmat mindig kívülről szemléli, annak közvetlen életében nem akar részt venni. De ez az elzárkózás csak önmaga védelmét szolgálja, nem az érdektelenséget, sőt sokkal inkább az érzékenységét jelenti. Minden, ami vele és körülötte megtörténik, lecsapódik művészetében, jelen van képeiben.
Figurális festészete, eleven színvilága az alkotásait tápláló élményanyaga művésszé válását, legfogékonyabb éveit meghatározó közeg. A tárgyi világ által felkeltett emlékképekkel és képzetekkel, képzettársításokkal dolgozik, ez utóbbiban közvetlenül az emberi figura a főszereplő. Képeiben eltávolítja magától a sivár világot, és harcol az emberi lét metafizikus magánya ellen. A humanizált értékeket keresi.
Meghatározó számára az a törekvés, amely a természetelvű ábrázolást elvont fogalmi, erkölcsi és filozófiai megközelítések tárgyává teszi.
Fő gondolati törekvése a múlt és jelen közti folytonosság, vagy még inkább a folytonosság hiányának a keresése, amely a modern művészet egyik leggyakrabban felvetett problémáját érinti.
Az időképzetet erősítő jelképek mellett képein lassú, ámbár folyamatos mozgás látható – egyedül vágtató paripái jelentenek kivételt ez alól. Valójában minden képén az állandó és maradandó emberit, az életképeket, a kifürkészésre váró arcokat akarja megmutatni. A szétbomló egész összetartására törekszik hittel és átéléssel.
Tud rajzolni, ami manapság nagy dolog. Még drámai erejű látomásában is vigyáz arra, hogy a tér-idő kontinuitás legyen az, ami majd az embereket, képei nézőit elgondolkodtatja, és ne a valóságos dolgok. Nem állnak képei előtt zavarban az emberek, nem tudva, hogy mit akar mondani és kinek...
A teljesség igényével és rendületlen hittel, megalkuvásra képtelenül fűzi fel egy múltat és jelent összekötő időbeli láncra az emberi élet, a humanizált értékek és a körülöttünk lévő világ közötti összefüggéseket, valamint a jövő lehetőségét.”
Angyal Mária művészettörténész

## Érdemek, kitüntetések
- Magyar Arany Érdemkereszt (2011)
- Sandro Botticelli dij (2015)

## Egyéni kiállítások
- 1973: Munkásegyetem (Szabadka)
- 1979: Zeneiskola (Szabadka)
- 1985: Kosztolányi-versek illusztrációi (Martos Flóra Kollégium M Galériája, Budapest)
- 1986: Nagy László-illusztrációk (ELTE)
- 1986: Martos Flóra Kollégium M Galériája (Budapest)
- 1987: Informatikai és Munkaszervezési Intézet (Szabadka)
- 1987: Gödöllő
- 1988: Püski – Corvin (New York)
- 1988: Hungarian Community Hall (Wallingford)
- 1991: Galerie Otto (Bécs)
- 1992: Nagy László versillusztrációk (7 Nap kiállítóterme, Szabadka)
- 1994: Pegasus-Art Galéria (Budapest)
- 1995: Csili Kiállítóterem (Heil Edittel, Takár Emőkével, Dluhopolszky Lászlóval)
- 1996: Bartók Béla Műv. Közp. (Pituk József Viktóriánnal, Győr)
- 1996: Szemünk világa és a művészet világa (Gál Tiborral, Budapest)
- 1996: Szenttamási kastély kápolnája (Ihász Zoltánnal)
- 1996: Nemzeti Szálló (Budapest)
- 1996: Stari Grad (Horvátország)
- 1997: Casino Hilton (Budapest)
- 1997: Violin 2000 Zenestúdió (Budapest)
- 1998: Pataky Galéria (Kármentő Andrással, Szurcsik Jánossal, Budapest)
- 2000: Pataky Galéria (Budapest)
- 2001: Bicske
- 2001: Emberek és tájak (Máriaremete Hidegkút)
- 2001: Magyarok Háza (Budapest)
- 2002: Etyek
- 2003: Cotton Club (Budapest)
- 2005: Etyek
- 2005: Arany Tíz Művelődési Központ Galériája (Budapest).
- 2006: Etyek
- 2007: Etyek
- 2007: Etyek
- 2007: Stari Grad (Horvátország)
- 2008: Etyek
- 2009: Csengőd
- 2010: Aranytíz Művelődési Központ Galériája (Budapest).

## Válogatott csoportos kiállítások
- 1969 • Képzőművészeti alkotások, Szabadkai Képzőművészeti Találkozó
- 1973: Szabadkai képzőművészeti alkotások (Munkásegyetem, Szabadka);
- 1976: Szabadkai képzőművészek és iparművészek kiállítása (Városi Múzeum Képtára, Szabadka);
- 1984: Szabadkai képzőművészeti alkotások (Képzőművészeti Találkozó, Szabadka);
- 1994: Kőbányai képző-, ipar- és fotóművészek kiállítása;
- 1995: Karácsonyi tárlat (Budapest Kongresszusi  Központ);
- 1996: Kortárs magyar és kelet-európai művészek alkotásai (Budapest Kongresszusi Központ);
- 1996: Akt a képzőművészetben (Budapest Kongresszusi Központ);
- 1998: Baross Gábor megjelenítése a magyar képzőművészetben (Relais Mercure Duna Szálló);
- 1998: Apor Művészeti Ház (Astoria Szálló, Budapest);
- 2000: Más azonosság, azonos másság (Pataky Galéria, Budapest);
- 2009: Meghívás a Florence Biennalera (Firenze) – szponzor nélkül nem tudott részt venni);
- 2009: Open Vernissage, Galerija Vernissage, (Eszék, Horvátország);
- 2009: Stefánia Palota, Honvédelmi Minisztérium Pályázata;
- 2010: International Exhibition; 2010: Surrealism (Now, Coimbra, Portugália – online);
- 2010 International Art Show „Geysers of Subconsciousness-7” (Moszkva, Oroszország – online);
- 2011: Meghívás a Florence Biennale-ra (Firenze) – szponzor nélkül nem tudott részt venni;
- 2011: I Small Format International Biennial, Museum of the Americas (Doral, USA);
- 2011: II International Exhibition of Art in Miniature (Majdanpek, Szerbia);
- 2011: II Biennale of Chianciano, Museo d’Arte di Chianciano, (Chianciano Terme,Olaszország);
- 2013. Small Wonders (Firenze);
- 2015. Brisbane Art Prize –LifeArt Worldwide (Brisbane, Ausztrália)

## Művek közgyűjteményekben
- Szabadkai Egyházművészeti Múzeum
- Dr. Vinko Perčić Honi Műgyűjteménye (Szabadka)
- Szabadkai Városi Könyvtár